# Museo de Bomberos Voluntarios del Perú “Brigadier C.B.P. Ezio Massa Capurro”
El Museo de Bomberos Voluntarios del Perú “Brigadier C.B.P. Ezio Massa Capurro” es un museo ubicado en el parque de bomberos de la Compañía de Bomberos Voluntarios Italia Nro. 5 en el distrito de Bellavista en Perú. Está dedicado a los Bomberos Voluntarios del Perú. Recibe su nombre de Ezio Massa Capurro, bombero peruano que prestó servicio en esta institución por más de 78 años y es considerado el más antiguo del Perú.
En el museo se expone vehículos, uniformes e instrumentos que narran la historia y la misión del cuerpo de bomberos en Perú desde sus inicios hasta la actualidad.